# ブルースモービル
株式会社ブルースモービル（ブルースモービル、英称：BLUES MOBILE）は、主にテレビ番組・ラジオ番組や映像コンテンツとイベントなどを企画する制作プロダクションである。

## 概要
2006年、テレビ朝日の音楽番組等を手掛けていたディレクター井上淳矢によって設立された。
2010年、パキスタン支社を設立。
パキスタン支社住所  No.40/A,Bath-c-Saida Cplony Missrial Road,Rawalpindi Cant Pakistan

## 所属スタッフ
演出
- 井上淳矢
- 狩野正明
- 原祐二

プロデューサー
- 石崎五義雄
- 花田好昭

ディレクター
- 池田智宏
- 高橋洸一
- 菅家優人

アシスタントプロデューサー
- 山田晃菜
- 中田未来瑠

アシスタントディレクター
- 惣慶清仁

## 制作番組
※特に注記のないものはテレビ朝日系
- musicる TV
- GO!オスカル!X21
- Break Out
- オモハラTV (TOKYO MX)
- 白黒歌合戦 (YouTube)
- ザ・タイムショック
- イグナッツ!!
- 満パンスター
- アイ=ラブげーみんぐ
- ミセススクールクエスト

## 制作実績

### 日本テレビ系
- ボリショイサーカスの裏側全部見せます
- NNN Newsリアルタイム特集 有名料理人お薦めの店

### TBS系
- ドツボ人生 転落の法則
- 答えてメロス
- モーレツ・テレビ番長
- 本当に売れてる通販商品
- 通販商品ヒットの法則2～4
- ライラの冒険SP

### フジテレビ系
- めざましテレビ
  - 目からウロコだ!雑学キング
  - 元旦スペシャル
- もうすぐ27時間テレビ直前SP2005
- もうすぐ27時間テレビ直前SP2004
- お台場どっと混む どっとTV
- お台場冒険王
  - 記者発表VTR
  - ゴーイングメリー号が出来るまで
  - ちゃんねる冒険王
  - 会場紹介VTR
  - 優先パス説明VTR
  - 湾岸テレビ
- ザ・冒険王
  - 会場紹介VTR
  - 打ち上げ用VTR
- 東京マラソン五輪スポット
- 女医 to the love
- タイミング
- めざましテレビ公認 わがまま!気まま!旅気分 (BSフジ)
- まる生 スペシャル (BSフジ)
- ファニカン (富山テレビ放送)

### テレビ朝日系
- FutureTracks→R
- 蘇るユニコーン
- おかずのクッキング
- MUSIC STATION
  - SUPER LIVE (2005-2010)
  - MUSIC STATION SPECIAL
    - 1000回記念SP
    - あなたが選ぶ 春うたBEST111 2005～2009
    - あなたが選ぶ 夏うたBEST111 2005～2009
    - あなたが選ぶ 恋の勝ち歌&負け歌BEST111
    - あなたが選ぶ アゲうた＆ナキうたBEST111
    - あなたが選ぶもう一度聴きたい昭和＆平成歌ベスト×2
    - あなたが選ぶもう一度見たいMステ秘蔵映像BEST50
    - あなたとアーティストが選んだ“国民的名曲BEST100”
    - 春の名曲祭
    - 年間総集編SP
    - 自己ベストソング大公開SP
    - 出身地別Mステ初登場特集
    - もうすぐ20年3時間SP
    - 20周年SP PART1 / PART2
    - コンセプトCM
- 裸の少年
  - 東京ラーメンランキングベスト30
  - 七賢人スペシャル
  - 200回記念スペシャル
  - 今年見つけた美味い店SP
  - スペシャル 定番料理の最高峰
  - 300回スペシャル 七賢人の一番めし
  - ラーメンスペシャル
- 堂本剛の正直しんどい
  - 朝までしんどいSP
- music-enta
- タッキー&翼 デビュー特番
- スーパーアーティスト新年会
- 食の賢人!初春バトル
- 橋本真也34歳負けたら即引退SP
- 思い出の曲すべて見せます BEST SONG 200+3
- 思い出の曲すべて見せます 2004
- 全部歌えるカラオケ祭 日本の名曲ベスト100
- キャノンスペシャル 人体は究極のセンサーだ
- 一周忌追悼特別番組「ZARD 坂井泉水 ～永遠の今～」
- 三周忌追悼特別番組「ZARD 坂井泉水 ～名曲の秘密～」
- つけ麺の鉄人 生放送〜大つけ麺博ぜんぶ見せスペシャル〜
- クレヨンしんちゃんが教えてくれる!?世界最大の"大つけ麺博"
- テレビ朝日 ドリームフェス 地球温暖化防止VTR
- オードリー春日のカスカスTV (テレ朝チャンネル)
- 我が家のチャンネルG (テレ朝チャンネル)
- ミセススクールクエスト

### テレビ東京系
- 元祖でぶや
- 元祖でぶや kui-1GP 事前特番
- 元祖でぶや kui-1GP
- パパイヤ鈴木 ダンサー生活25周年特番
- パパイヤ鈴木 デブ天使 ハピカム
- プロテク

### NHK
- 忍たま・おじゃるだ!火の鳥だ! アニメクイズ日本一
- 人気アニメ大集合!クイズ日本一は君だ!春
- 人気アニメ大集合!クイズ日本一は君だ!冬
- 人気アニメ大集合!クイズ日本一はだれだ!

### 独立局・CS・BS
- アグネスの中国家庭健康法 (tvk)
- TOKYO GIRLS COLLECTION SPECIAL (ショップチャンネル)
- 「折りたたみ自転車」「プラセンタエキス」(モールオブTV)
- スターティングゲート (グリーンチャンネル)
- 「美顔器」「調味料」 (ドリーム本舗)
- めっけもんde R (K-can)
- ランキング☆ラン (GyaO)
- 東京美食空間 (Gyao)
- Hitomi Yaida MTV Unplugged (MTV)

### ニコニコ動画
- 「大つけ麺博」会場から生放送スペシャル! トッピングは絶対しちゃわNIGHT
- ぽち仔とのどかのニコニコ大つけ麺博

### YouTube LIVE
- A POP
  - きゃりーぱみゅぱみゅ
  - flumpool
- Hangout 
  - 忘麺会
  - 新麺会
  - 年越しそば
  - バレンタイン
  - ヤキニクエスト
  - 東京カリー番長
  - TOKYO RAMEN MEETING

### PV・VP
- 扇ひろ子夢路坂スポットCM
- 扇ひろ子デビュー45周年リサイタル
- 長良グループ新春演歌祭り
- jealkb LIVE TOUR 2009「狼煙薔薇ノ夜(ノロシバラノヨル)」DVD
- 原口あきまさ単独ライブ第5章 映像制作
- 氷川きよし PV「番場の忠太郎」
- 氷川きよし 5th Anniversary & Birthday コンサートDVD
- 氷川きよし コンサートDVD「きよしこの夜 Vol3」
- 氷川きよし コンサートDVD「きよしこの夜 Vol4」
- 氷川きよし「あばよ」
- 氷川きよし「ソーラン節」
- 氷川きよし セルPV「あばよ」「ソーラン節」
- 矢井田瞳 DVD「Hitomi Yaida MTV Unplugged」
- ピンクレディー 「コンサート告知スポット」
- ユニセフ「国際シンポジウム告知VTR」
- ヨシケン「傷だらけの天使達」
- VP「SKY OFFICE企業説明会用VTR」
- VP「韓流オールスターライブ ビジョン映像」
- VP「マクドナルド VP」
- VP「素数 スクラッチシリーズ」
- VP「長良プロ 夜桜演歌祭」
- √5 CD特典映像「koma'nの僕がリーダーなんだから！」シリーズ

### CM
- LUX 雨上がり決死隊 .Ver

### イベント
- 大つけ麺博　企画運営
- フルルガーデンラーメン祭　企画運営
- サマーソニック　テレビ朝日ブース　運営